# Przystanek (województwo zachodniopomorskie)
Przystanek (niem. Neu Pritten) – osada w Polsce położona w województwie zachodniopomorskim, w powiecie drawskim, w gminie Drawsko Pomorskie. W latach 1975–1998 miejscowość administracyjnie należała do województwa koszalińskiego. Do 31 grudnia 2018 r. wieś należała do zlikwidowanej gminy Ostrowice. W roku 2007 osada liczyła 3 mieszkańców. Miejscowość wchodzi w skład sołectwa Przytoń.

## Geografia
Osada leży ok. 3,5 km na wschód od Przytonia, ok. 200 m na południe od jeziora Niecino.